# Coublanc, Saône-et-Loire
Coublanc är en kommun i departementet Saône-et-Loire i regionen Bourgogne-Franche-Comté i östra Frankrike. Kommunen ligger i kantonen Chauffailles som tillhör arrondissementet Charolles. År 2022 hade Coublanc 839 invånare.

## Befolkningsutveckling
Antalet invånare i kommunen Coublanc
| Referens: INSEE |